# Don Henriksen
Donald Anton Henriksen, detto Don (10 ottobre 1929 – San Marino, 14 maggio 2008), è stato un cestista statunitense, professionista nella NBA.